# Funhouse Tour: Live in Australia
Funhouse Tour: Live in Australia to album koncertowy amerykańskiej piosenkarki Pink. Płyta została wydana 27 października 2009. Materiał nagrano w Sydney, w Australii podczas koncertu z trasy Funhouse Tour, która okazała się dużym sukcesem. Materiał został zarejestrowany 17 lipca oraz 18 lipca. Płyta CD zawiera 12 piosenek live, które wokalistka sama wyselekcjonowała. Na płycie znalazła się również piosenka Push You Away, odrzut z sesji nagraniowej albumu Funhouse. Na krążku DVD widz znajdzie 23 piosenki wykonane na żywo, w tym 2 bonusowe, ekskluzywne bonusy. DVD w technologii Blu-ray zostanie wydane 8 grudnia 2009.

## Lista utworów
Dysk 1 (CD)
1. Highway To Hell
2. Bad Influence
3. It's All Your Fault
4. Ave Mary A
5. Please Don’t Leave Me
6. U + Ur Hand
7. I Don’t Believe You
8. Crystal Ball
9. One Foot Wrong
10. Babe I'm Gonna Leave You
11. Bohemian Rhapsody
12. Funhouse
13. Push You Away (utwór dodatkowy)

Dysk 2 (DVD)
1. (Concert Intro) Highway To Hell
2. Bad Influence
3. Just Like a Pill
4. Who Knew
5. Ave Mary A
6. Don't Let Me Get Me
7. I Touch Myself
8. Please Don't Leave Me
9. U + Ur Hand
10. Leave Me Alone (I'm Lonely)
11. So What
12. Family Portrait
13. I Don’t Believe You
14. Crystal Ball
15. Trouble
16. Babe I'm Gonna Leave You
17. Sober
18. Bohemian Rhapsody
19. Funhouse
20. Crazy
21. Get the Party Started
22. Glitter in the Air
23. It's All Your Fault (utwór dodatkowy)
24. One Foot Wrong (utwór dodatkowy)
25. On Tour with Pink
26. How to Shred the Gnar
27. Bloopers

Uwaga: koncert DVD nie zawiera utworów Stupid Girls i Dear Mr. President, ponieważ nie zostały one wykonane na australijskiej części trasy.